# Outside (песня Staind)
Outside — песня группы Staind, выпущенная в качестве второго сингла с третьего студийного альбома Break the Cycle.

## Предыстория
Песня «Outside» первоначально исполнялась вживую Аароном Льюисом и Фредом Дёрстом вовремя тура Family Values Tour в Билокси, штат Миссисипи, в 1999 году.
«Это действительно случайно», — объясняет Льюис. «Я играл в её довольно давно. В первые дни существования группы, все заработанные нами деньги уходили в группу, поэтому два или три раза в неделю я играл на акустической гитаре для заработка денег на жизнь. Это была одна из песен, которую я играл, но она не была написана до конца, поэтому я каждый раз придумывал разные слова. Мы даже хотели включили её в Dysfunction. Затем, вечером в туре Family Values Tour, за десять минут до выхода на сцену, мы решили исполнить её. Даже мысли такой не было, чтобы исполнить песню таким образом».
Концертная версия песни, записанная во время The Family Values Tour 1999 была включена в радиостанции по всей стране и достигла пика под номером один в хит-парадах Hot Mainstream Rock Tracks, номером 2 в Modern Rock Tracks и номером 56 в Billboard Hot 100. «Outside» также показал гораздо более мягкую сторону Льюиса и группы, которая будет развита в дальнейшем. Впоследствии альбом 14 Shades of Grey, который будет выпущен в 2003 году, полностью заменит звучание в сторону пост-гранжа.
Студийная версия смогла добиться умеренного успеха благодаря популярности как записанного живого выступления, так и их революционного хита «It's Been Awhile». Записанная в студии версия достигла 11-го места в чартах Mainstream Rock Tracks и 16-го в чартах Modern Rock Tracks, но она не стала популярным хитом, как живая акустическая версия или «It’s Been Awhile».

## Чарты
Live-версия, выступление Аарона Льюиса и Фреда Дёрста
| Чарт (2001)                         | Номер позиции |
| ----------------------------------- | ------------- |
| US Billboard Hot 100                | 56            |
| US Billboard Mainstream Rock Tracks | 1             |
| US Billboard Modern Rock Tracks     | 2             |
| US Billboard Adult Top 40           | 31            |

Студийная версия Staind
| Чарт (2001—2002)                            | Номер позиции |
| ------------------------------------------- | ------------- |
| Австрия (Ö3 Austria Top 40)                 | 69            |
| Бельгия/Фландрия (Ultratip Bubbling Under)  | 4             |
| Германия (GfK)                              | 73            |
| Ireland (IRMA)                              | 33            |
| Нидерланды (Single Top 100)                 | 71            |
| Швеция (Sverigetopplistan)                  | 52            |
| Швейцария (Schweizer Hitparade)             | 53            |
| UK Singles (The Official Charts Company)    | 33            |
| US Billboard Bubbling Under Hot 100 Singles | 11            |
| US Billboard Mainstream Rock Tracks         | 11            |
| US Billboard Modern Rock Tracks             | 16            |